# Culoptila moselyi
Culoptila moselyi är en nattsländeart som beskrevs av Donald G. Denning 1965. Culoptila moselyi ingår i släktet Culoptila och familjen stenhusnattsländor. Inga underarter finns listade i Catalogue of Life.